# Rotavírus elleni védőoltás
A rotavírus elleni védőoltás olyan vakcina, amelyet a rotavírus által okozott fertőzések ellen használnak. A rotavírus a kisgyermekek körében fellépő súlyos hasmenés leggyakoribb okozója. Az oltóanyag segítségével a fejlett világban a súlyos hasmenéses esetek 15–34%-a, a fejlődő világban pedig 37–96%-a megelőzhető. A vakcina a kisgyermekek körében csökkenti a hasmenés által okozott halálesetek kockázatát. A csecsemők beoltása csökkenti a betegség megjelenésének kockázatát az idősebbek és a nem beoltott emberek körében is.
Az Egészségügyi Világszervezet (WHO) ajánlása szerint a rotavírus elleni védőoltást fel kell venni a kötelező oltási rendbe, különösen azokban az országokban, amelyekben a betegség gyakori. Emellett népszerűsíteni kell a szoptatást és a kézmosást, illetve elő kell mozdítani a tiszta víz és a megfelelő higiéniai körülmények elterjedését. Az oltóanyagot szájon át adják, két vagy három adagban. Körülbelül hathetes kortól alkalmazandó.
Az oltóanyag biztonságos, és AIDS-szel fertőzött személyeknek is beadható. Egyik korábbi változatát kapcsolatba hozták a béltüremkedéssel, a jelenlegi változatok azonban nem hozhatók egyértelműen összefüggésbe e betegséggel. Az esetleges kockázatok elkerülése érdekében olyan kisbabák esetében nem ajánlott a beadása, akiknek korábban már volt béltüremkedése. Az oltóanyag gyengített rotavírusokat tartalmaz.
A vakcina az Egyesült Államokban 2006-ban jelent meg. Szerepel az Egészségügyi Világszervezet alapvető gyógyszereket tartalmazó listáján, amely az egészségügyi alapellátásban szükséges legfontosabb gyógyszereket sorolja fel.  2013 óta kétféle vakcina, a Rotarix és a RotaTeq a legelterjedtebb a világon, de egyes országokban más típusú oltóanyagok is kaphatók.

## Fordítás
- Ez a szócikk részben vagy egészben  a   Rotavirus vaccine című angol Wikipédia-szócikk ezen változatának fordításán alapul.  Az eredeti cikk szerkesztőit annak laptörténete sorolja fel. Ez a jelzés csupán a megfogalmazás eredetét és a szerzői jogokat jelzi, nem szolgál a cikkben szereplő információk forrásmegjelöléseként.